# أراليا ريشية ثنائية
أراليا ريشية ثنائية (الاسم العلمي:Aralia bipinnata) هي نوع من النباتات تتبع جنس الأراليا من الفصيلة الأرالية.